# Liste der Monuments historiques in Gondreville (Oise)
Die Liste der Monuments historiques in Gondreville (Oise) führt die Monuments historiques in der französischen Gemeinde Gondreville auf.

## Liste der Objekte
| Bezeichnung                              | Beschreibung                                                                   | Standort                       | Kennzeichnung | Schutzstatus | Datum | Bild |
| ---------------------------------------- | ------------------------------------------------------------------------------ | ------------------------------ | ------------- | ------------ | ----- | ---- |
| Sieben Hochreliefs                       | Alabaster, polychrom gefasst und vergoldet, zweite Hälfte des 15. Jahrhunderts | in der Kirche St-Martin (Lage) | PM60000874    | Classé       | 1925  |      |
| Skulptur des heiligen Ludwig             | Holz, polychrom gefasst, 16. Jahrhundert                                       | in der Kirche St-Martin (Lage) | PM60004534    | Inscrit      | 1996  |      |
| Skulptur des heiligen Martin als Bischof | Eichenholz, polychrom gefasst, um 1700                                         | in der Kirche St-Martin (Lage) | PM60000875    | Classé       | 1960  |      |